# Kaplica ewangelicko-augsburska w Toruniu
Kaplica ewangelicko-augsburska w Toruniu – kaplica w jurysdykcji parafii ewangelicko-augsburskiej w Toruniu, znajdująca się przy ul. Strumykowej 8.

## Historia
Po wprowadzeniu w Prusach w 1817 unii kościołów luterańskiego i reformowanego oraz nowej agendy 1830, w różnych kręgach społecznych, szczególnie na Śląsku i na Pomorzu, nasiliły się tendencje do zachowania i podkreślania luterańskiej tożsamości konfesyjnej. W 1841 powstał, początkowo nieuznawany i prześladowany przez państwo Kościół ewangelicko-luterański, zwany staroluterskim (staroluterańskim). W Toruniu w 1842 powstał zbór, kierowany przez ks. dr. Henryka Ludwika Schrödera, byłego proboszcza parafii św. Jerzego, późniejszego superintendenta Prus Wschodnich i Prus Zachodnich. W 1844 zbór, liczący już ponad 300 wiernych, nabył parcelę przy ul. Strumykowej, na której w 1846 wzniesiono klasycystyczną kaplicę i piętrową plebanię o wysokim dachu. Kaplica była niska, bez wejścia od ulicy. W salowym wnętrzu znajdowała się drewniana empora, wzniesiona wzdłuż ściany północnej, naprzeciw niej przyścienna ambona i od wschodu ołtarz.
Obecną formę kaplica uzyskała 1868, według projektu H. Haeppnera, który ją znacznie podwyższył, a od ulicy wzniósł tynkowaną fasadę z wejściem, w formach uproszczonego „neogotyku angielskiego”. Wnętrze, otoczone z 3 stron klasycyzującymi emporami, kryte jest drewnianym stropem wspartym na filarach, podwyższonym nad przestrzenią nawy głównej. Oświetlenie zapewniają ostrołukowe okna w fasadzie i elewacji tylnej (z boków kaplica graniczy z kamienicami). Dwupiętrowy dom parafialny (ul. Strumykowa 10) został wzniesiony 1882. Cmentarz parafialny znajdował się przy dzisiejszej ul. Matejki, skąd część nagrobków przeniesiono w latach 90. XX w. na cmentarz św. Jerzego.
W 1904 była planowana budowa nowego kościoła przy ul. Mickiewicza, którego plany przygotował Richard Gans, znany z realizacji kościoła reformowanego (dzisiejszego kościoła św. Szczepana). W latach 1921–1939 kaplica służyła również polskiej parafii ewangelicko-augsburskiej i po II wojnie światowej została przez nią przejęta wraz z plebanią na własność. Tu odbywają się nabożeństwa w okresie zimowym i uroczystości parafialne, w tym doroczne ekumeniczne spotkania z okazji Święta Reformacji.

## Architektura i wnętrze
Większość pierwotnego wyposażenia wnętrza tej kaplicy nie zachowała się. Pozostała jedynie klasycystyczna chrzcielnica z pierwszej kaplicy i 6-głosowe organy (po renowacji) z neogotyckim prospektem (August Terletzki z Elbląga, 1887). Dawny obraz ołtarzowy umieszczono w kościele św. Szczepana. Ołtarz i ambona zostały przeniesione z kaplicy w Słońsku Górnym, zaś obraz Ukrzyżowania nad ołtarzem był przedtem zawieszony w kościele.